# Didier Le Gac
Pour les articles homonymes, voir Le Gac.
Didier Le Gac, né le 19 juillet 1965 à Castres (Tarn), est un homme politique français.
Il est le député de la troisième circonscription du Finistère depuis juin 2017.

## Biographie
Titulaire d'une licence AES option Gestion des Entreprises à la faculté de Brest en 1986, il devient directeur d'agence dans le secteur bancaire de 1988 à 1996 (Cetelem, Groupe BNP Paribas).
En 1996, il obtient, par la voie de la formation permanente, un D.E.S.S Gestion des PME/PMI et travaille en tant que directeur d'un groupe d'agences pour la caisse des dépôts - crédit municipal jusqu'en 2008.
À partir de 2008, il est conseiller en insertion professionnelle et formation continue à Brest auprès de l'AFPA (Association Formation Professionnelle des Adultes) et du GRETA (Établissement de formation continue de l'Éducation Nationale) où il est notamment chargé de l’accompagnement des salariés et de leurs projets de validation des acquis par l'expérience (VAE) et ainsi que du coaching individuel ou collectif de remobilisation vers l'emploi.

## Vie politique
Membre du Parti Socialiste de 1995 à 2016, Didier Le Gac rejoint le parti LREM dès l’été 2016, dans le sillage de Richard Ferrand, lui-même ancien conseiller général du Finistère.  
De mars 2001 à juin 2017, il est maire de la commune de Lampaul-Plouarzel, commune de 2 100 habitants rattachée à la Communauté de communes du Pays d'Iroise (CCPI).
En mars 2008, il devient conseiller général du Finistère du canton de Saint-Renan et fait basculer ainsi le canton pour la première fois de son histoire à gauche. Il est réélu en mars 2015 et laisse son siège en juin 2017 à la suite de son élection de député à son suppléant Bernard Quillévéré, maire de Milizac-Guipronvel.
Durant cette période, il est notamment le président du service départemental d'incendie et de secours du Finistère de 2009 à 2015.
À partir de 2015, il est vice-président sur une fonction territoriale chargé de l'animation des politiques départementales sur le Pays de Brest et responsable de la délégation sur toutes les questions de mobilité (route, déplacements, transport). 
En 2002, puis en 2007, il est le suppléant de François Cuillandre, candidat PS aux élections législatives sur la 3e circonscription du Finistère. 
Lui-même candidat à l'élection législative de 2017 sous l'étiquette de La République en marche, il recueille 44,01 % des voix au 1er tour et est élu député le 18 juin avec 60,69 % des suffrages exprimés,.
Candidat à sa réélection en 2022, il est réélu le 19 juin avec 57,9% des suffrages exprimés. 
Le 9 juin 2024 à la suite des résultats des élections européennes, le président de la République Emmanuel Macron décide de dissoudre l'Assemblée nationale. Didier Le Gac est candidat à sa réélection et est de nouveau élu le 7 juillet 2024 avec 69,13% des suffrages exprimés. 